# Karthala
Il Karthala è un vulcano attivo e rappresenta il punto più alto delle Comore, con un'altitudine di 2361 metri sul livello del mare.